# Rothesay (Canada)
Rothesay is een plaats (town) in de Canadese provincie New Brunswick en telt 11.637 inwoners (2006). De oppervlakte bedraagt 34,73 km².